# Ethelsville
Ethelsville é uma cidade  localizada no estado americano do Alabama, no Condado de Pickens.

## Demografia
Segundo o censo americano de 2000, a sua população era de 81 habitantes.
Em 2006, foi estimada uma população de 79, um decréscimo de 2 (-2.5%).

## Geografia
De acordo com o United States Census Bureau, a localidade tem uma área de 1,5 km², sem área coberta por água. Ethelsville localiza-se a aproximadamente 79 m acima do nível do mar.

## Localidades na vizinhança
O diagrama seguinte representa as localidades num raio de 24 km ao redor de Ethelsville.